# Un minuto para ganar (Costa Rica)
Un minuto para ganar es un programa emitido por la cadena televisiva Teletica y conducido por Mauricio Astorga. Este estelar de concurso está basado en el programa de la NBC, Minute to win it, cuyo formato ha sido adaptado a más de 20 países en el mundo.
Un minuto para ganar - Minute To Win It - fue creado originalmente en 2003 por Derek Banner y su compañía de producción BUMP Productions - Banner Universal Motion Pictures LLC, con el título original del ganador Minute Winner - usted consiguió un minuto para ganarla. El proyecto original de concurso fue en noviembre de 2005 presentó a la empresa sueca formato Friday TV, que la desarrolló en 2007 y licenció a la NBC en 2009.

## Modo de juego
Es un programa con 10 niveles cada uno tiene los monto siguientes:
Teletica Formatos y toda Costa Rica como el primer país en toda Centroamérica en realizar y a experimentar por primera vez programa familiar en el que semana a semana la audiencia sentirá la adrenalina con los juegos más simples creados con elementos domésticos que se utilizan a diario y que cada participante solo contará con un minuto para desarrollarlos y poder ganar así millones de colones.
En cada programa, los participantes se enfrentarán a 10 diferentes retos fabricados con elementos que se utilizan en la vida diaria, a medida que el participante avanza, el nivel de dificultad de los retos aumenta y la tabla de posición pasa a un nivel mayor ganando cantidades mayores de dinero con cada reto superado.
Cada participante posee 3 vidas desde el inicio del juego y cuenta con un minuto para realizar o completar cada uno de los retos. Si el concursante no termina a tiempo perderá una de las vidas.
Cada vez que el jugador gana un reto puede decidir si continúa o si se retira con el monto que tiene acumulado. 
Si el participante supera satisfactoriamente y en el tiempo requerido cada reto, puede avanzar los 10 niveles y ganar el monto mayor destinado

## Lugar seguro
El lugar seguro es un nivel que si uno pasa se que daría con el monto del lugar seguro si pierde en otro nivel son: 
Lugares Seguros:
- ₡1.000.000
- ₡5.000.000